# Révolution de Saur
Conflit afghan
La révolution de Saur (persan : انقلاب ثور) est le nom donné à la prise du pouvoir par le Parti démocratique populaire en Afghanistan le 28 avril 1978. Le nom « Saur » fait référence au nom dari du deuxième mois du calendrier persan, mois au cours duquel le soulèvement a eu lieu, soit le 7 du mois de Saur, 1357,. 

## Contexte
L'avènement de la révolution communiste en Afghanistan est généralement attribué à l'assassinat de Mir Akbar Khyber, le 17 avril 1978. Celui-ci, membre influent et apprécié du Parti démocratique populaire de l'Afghanistan (PDPA) est assassiné en pleine rue, vraisemblablement par des agents du gouvernement du président Mohammad Daoud Khan. Deux jours plus tard, le PDPA organise une manifestation de protestation qui rassemble près de quinze mille personnes et se termine par une rafle policière de nombreux militants du parti, dont Nour Mohammad Taraki, secrétaire général du parti, et son adjoint, Babrak Karmal. Toutefois, la purge ne touche pas l'armée, qui compte un grand nombre d'officiers secrètement membres de l'aile militaire du PDPA. Surtout, l'un des principaux dirigeants du parti, Hafizullah Amin, chargé entre autres de l'infiltration des forces armées, est maintenu durant une journée en résidence surveillée, ce qui laisse suffisamment de temps à son jeune fils de transmettre aux militaires, dans la crainte d'une purge sanglante ordonnée par Daoud, l'ordre d'attaquer pour le 27 avril, soit le 7 du mois de Saur.

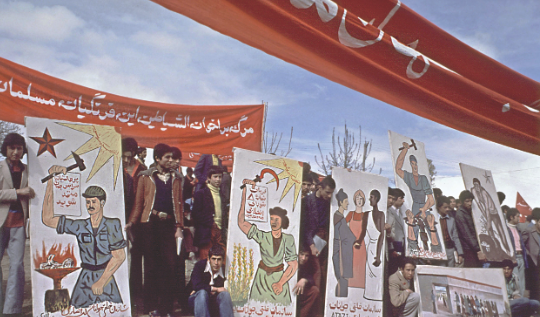
Militants du PDPA en train de protester contre le régime de Daoud Khan à la suite de l'assassinat de Mir Akbar Khyber le 17 avril de la même année.

## Le coup d'État
Le 27 avril 1978, le Parti démocratique populaire d'Afghanistan (PDPA), dirigé par Nour Mohammad Taraki, Babrak Karmal et Hafizullah Amin, aidé par de nombreux soldats mutins de l'armée nationale afghane (ANA), renverse le régime républicain de Daoud Khan en prenant d'assaut le palais présidentiel de Kaboul. Dans la matinée du 28 avril 1978, Daoud Khan et sa famille sont sommairement exécutés par les partisans communistes. Le 1er mai, jour de la journée internationale des travailleurs, Taraki devient président, Premier ministre et secrétaire général du PDPA. Le pays est alors rebaptisé « république démocratique d'Afghanistan ».

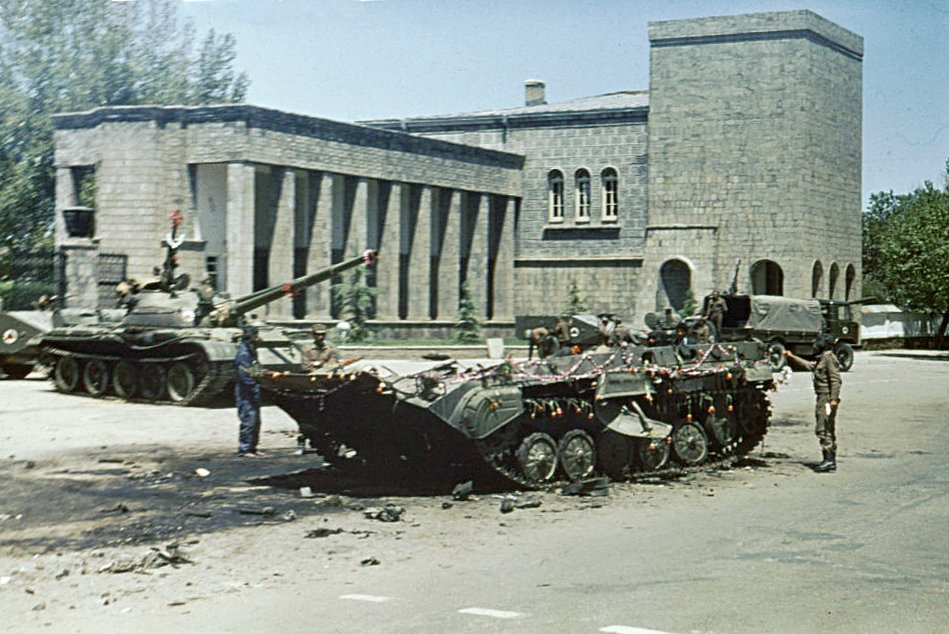
Scène à Kaboul après la révolution.

Les diplomates soviétiques et le KGB sont pris de court par ce coup de force. Selon eux, l’Afghanistan est encore trop féodal pour un passage au socialisme et le PDPA trop minoritaire pour constituer un gouvernement stable.

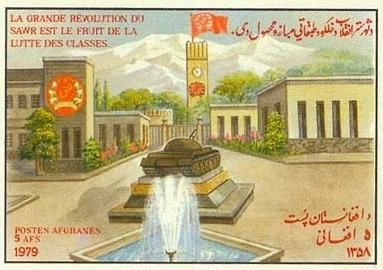
Timbre commémorant la Révolution en 1979.